# Korman Stadium
Korman Stadium – wielofunkcyjny stadion położony w Port Vila na Vanuatu.
Jest to stadion narodowy i arena domowa reprezentacji Vanuatu w piłce nożnej. Stadion mieści 6500 osób. Korman Stadium został nazwany od jednego z polityków Vanuatu, szef Partii Republikańskiej Vanuatu, Maxime'a Carlot Kormana. Amicale FC gra na tym stadionie.